# Günter Dietrich (Politiker)
Günter Dietrich (* 15. Juli 1941 in Rankweil) ist ein ehemaliger österreichischer Politiker (SPÖ) und ÖBB-Beamter. Dietrich war von 1974 bis 1983 Abgeordneter zum Vorarlberger Landtag und von 1983 bis 1994 Abgeordneter zum Österreichischen Nationalrat.
Dietrich besuchte die Volksschule in Rankweil und die Hauptschule in Feldkirch, bevor er die gewerbliche Berufsschule in Feldkirch absolvierte. Er trat 1955 als Maschinenschlosser in den Dienst der ÖBB und wurde 1959 Triebfahrzeugführer. Ab 1971 war er als technischer Verwaltungsbeamter eingesetzt. 
Dietrich wurde 1956 als Mitglied der Sozialistischen Jugend (SJ) politisch aktiv und hatte von 1960 bis 1961 die Funktion des Landesobmanns der SJ inne. Er trat 1958 der SPÖ bei und war von 1967 bis 1973 Funktionär der Jungen Generation. 1972 übernahm er das Amt des SPÖ-Ortsparteivorsitzender in Rankweil, zudem war er Landesparteisekretär und Stellvertretender Landesparteisekretär der SPÖ Vorarlberg. Nachdem er 1970 zum Gemeindevertreter in Rankweil gewählt worden war, vertrat er sie SPÖ zwischen 1974 und 1983 im Vorarlberger Landtag. Danach war er zwischen dem 19. Mai 1983 und dem 6. November 1994 Abgeordneter zum Nationalrat.